# Triumph Books
Triumph Books — издательство спортивных книг в Чикаго (США). Компания известна своими «мгновенными книгами», то есть книгами, которые были написаны и изданы очень быстро для удовлетворения неожиданно возникшего рыночного спроса. В частности, Triumph Books выпустила иллюстрированную книгу, посвящённую гонщику NASCAR Дейлу Эрнхардту, всего через 10 дней после его гибели в аварии на Daytona 500 2001 года.
Издательство основал Митч Рогатц, в прошлом дипломированный бухгалтер и менеджер. В 2006 году он продал компанию Random House, но уже через пять лет выкупил её обратно. В 2011 году контрольный пакет акций Triumph Books купила Independent Publishers Group, которая является дистрибутором продукции Triumph Books.
Компания выпускает 80—90 наименований каждый год, из которых 5—10 % — книги мгновенного действия. Среди выпускаемых книг — биографии, мемуары и справочники, «мгновенные» коллекционных издания, посвященных Супербоулу, Мировой серии, Кубку Стэнли и другим национальным чемпионатам, а также развлекательные, в частности, книги-джамблс (словесные головоломки) и пазлы, книги про музыкантов и певцов, а также издания посвящённые аниме, играм и прочему.